# Live at Eindhoven
Live at Eindhoven è un EP dal vivo dei Testament, registrato durante una tournée del gruppo assieme agli Anthrax nel 1987. L'ultima traccia, "Reign of Terror", proviene dal loro demo.
Ristampato nel 2009 in CD con l'intera scaletta eseguita dalla band in quella performance.

## Tracce
1. Over the Wall
2. Burnt Offerings
3. Do or Die
4. Apocalyptic City
5. Reign of Terror

## Formazione
- Chuck Billy - voce
- Eric Peterson - chitarra ritmica
- Alex Skolnick - chitarra ritmica e solista
- Greg Christian - basso
- Louie Clemente - batteria